# Johan-Friso-Kanal

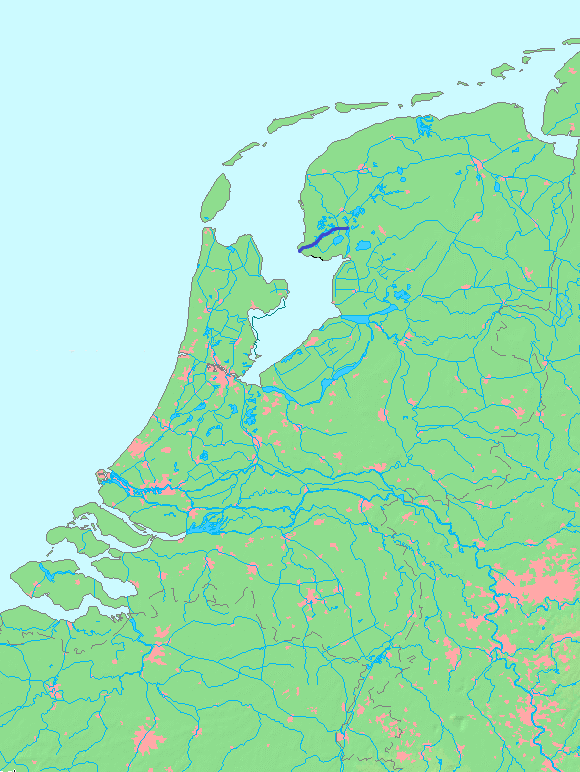
Johan-Friso-Kanal

Der Johan-Friso-Kanal (westfriesisch Johan Frisokanaal) ist ein Kanal in der niederländischen Provinz Friesland. Der Kanal verbindet das Ijsselmeer über die Johan-Friso-Schleuse und die Stadt Stavoren mit dem Prinses-Margriet-Kanal, an den er östlich von Hommerts und nördlich des Koevordermeer anschließt.
Der Johan-Friso-Kanal ist ein vielbefahrener Verkehrsweg, der sowohl von der kommerziellen Binnenschifffahrt benutzt, als auch von der Freizeitschifffahrt in Anspruch genommen wird. Der Kanal verläuft über vier Seen, nämlich Heegermeer, Fluessen, De Holken und schließlich Morra.
Koordinaten: 52° 52′ 43,4″ N, 5° 22′ 0,4″ O